# Sint-Veroonkapel (Essenbeek)

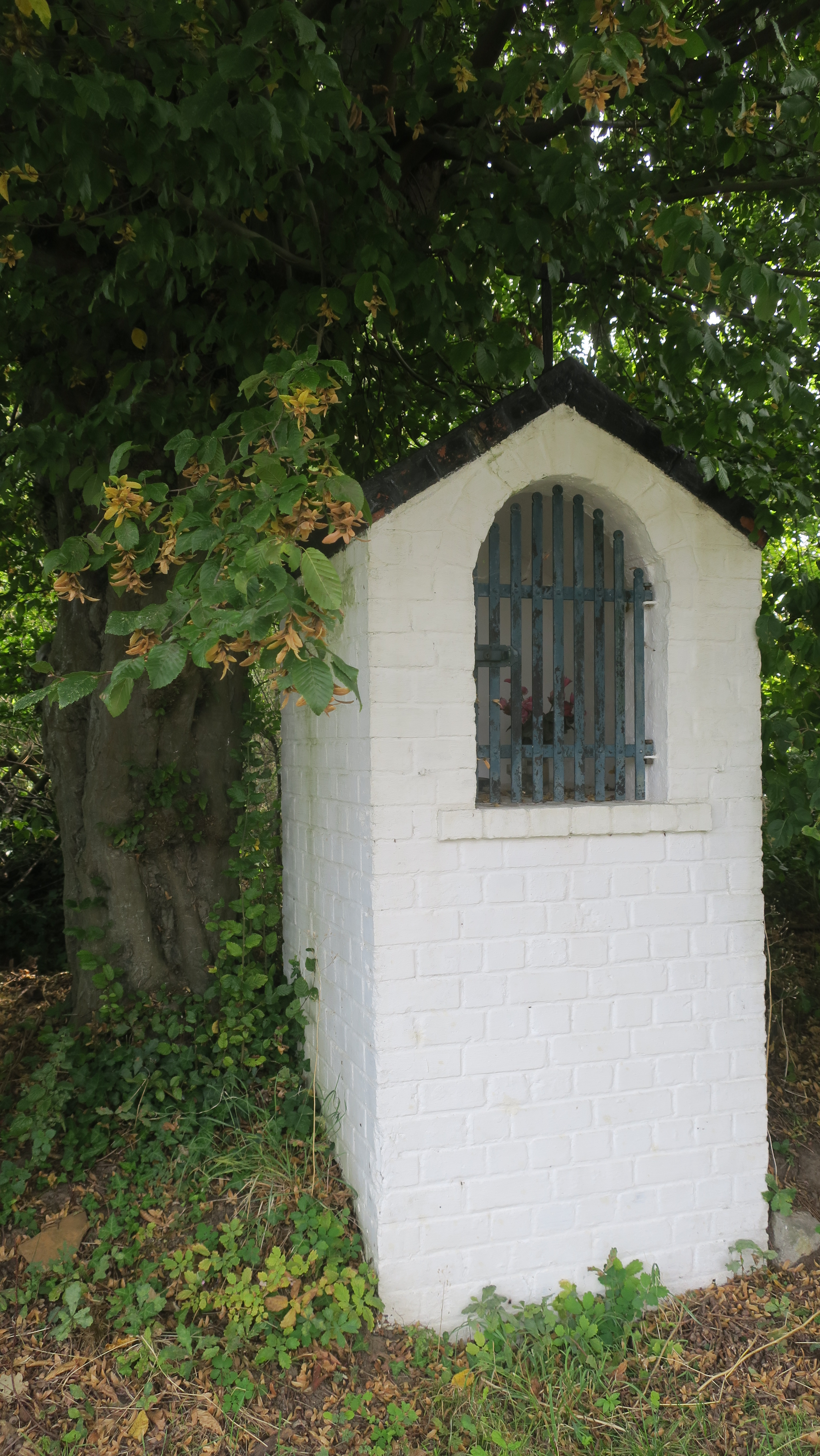

Deze Sint-Veroonkapel bevindt zich in Essenbeek, een deelgemeente van Halle. Ze is gelegen aan de Veugeleer tegenover huisnummer 240.
In 1932 richtte Tordeurs deze kapel op in Veugeleer. Ze bestaat uit witgeschilderde baksteen onder een zadeldak. Een topkruis bekroont het geheel. In de nis staat een beeld van Sint-Veroon.
De kapel vormt nog steeds een actief deel van de Sint-Veroonmars die elk jaar uitgaat op Paasmaandag. Het is de enige plaats waar de straat nog met zandtekeningen en gekleurde papiersnippers wordt versierd.